# 達夫特鎮區 (密歇根州)
達夫特鎮區（英語：Dafter Township）是位於美國密西根州契皮瓦縣的一個行政鎮區。

## 地方資料
達夫特鎮區的面積為124.10平方千米，當中陸地面積為123.80平方千米，而水域面積為0.30平方千米。根據2020年美國人口普查的數據，當地共有人口1327人，而人口密度為每平方千米10.69人。